# サトウマツ

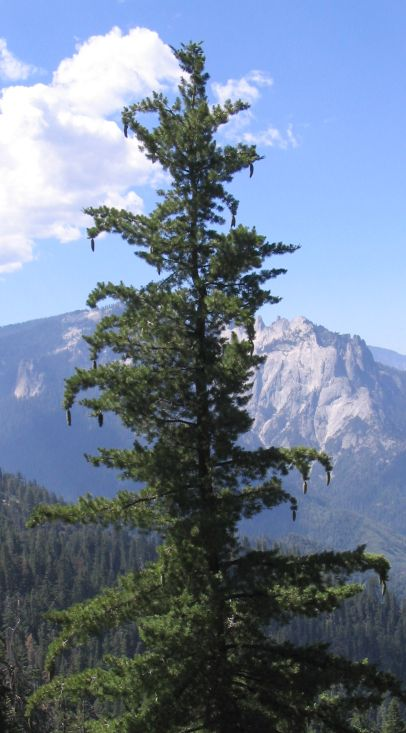
長く真っ直ぐな枝を持ち、その先端は松毬の重みで垂れ下がる。

サトウマツ (砂糖松；Pinus lambertiana) はマツの一種である。マツ属としては世界で最も巨大で、松毬の長さも最長である。アメリカ西海岸、オレゴン州からバハカリフォルニアの山岳地帯に分布する。

## 形態
マツ属のStrobus 亜属に属し、このグループの他種と同じように、落葉性の葉鞘を持つ5本が束になった針状の葉をつける。葉の長さは6–11 cm。松毬は針葉樹では最長で25–50 cmに達し、最大で66 cmのものが確認されている（松毬の重さでは Pinus coulteri が優る）。種子は長さ10–12 mmで、風によって分散するために長さ2–3 cmの翼が付いている。種子は松の実として食べられる。

### 大きさ
マツ属の最大種であり、通常は樹高40–60 m、幹の直径1.5-2.5 mになるが、最高で82 m、幹の直径3.5 m の記録がある。これはヨセミテ国立公園の"Yosemite Giant"と呼ばれる個体だったが、2007年にキクイムシによる被害で枯死した。
現在生きている個体では、オレゴン州南部のUmpqua National Forestの個体が77.7 m、Siskiyou National Forestの個体が77.2 mある。2013年にはヨセミテの個体が80.5 mと測定された。この個体はリム・ファイアの被害を受けたが生存している。

## 分布
アメリカ西海岸のオレゴン州・カリフォルニア州からメキシコ北部のバハカリフォルニアの山岳地帯に分布する。特にカスケード山脈、シエラネバダ山脈、太平洋海岸山脈、シエラ・サンペドロ・マルティル山脈に多い。

## 発疹さび病
1909年にヨーロッパから侵入した、五葉マツ類発疹さび病 (white pine blister rust) への感受性が非常に高い。特に分布域の北部は、長年にわたってこの病害を受けており、かなりの割合の個体が枯死している。また、この病気は分布域の全域にわたって、モンチコラマツや Pinus albicaulis などの種も枯らしてきた。米国林野局はこの病害に強い本種やモンチコラマツの育種を進めており、これらの苗の植林も進んでいる。カリフォルニアではまだこの病害の影響は少なく、本種を含むゴヨウマツ類が多く生存している。

## 語源
博物学者のジョン・ミューアは本種を "針葉樹の王" と評した。"sugar pine" という名は、ミューアによって、メープルシュガーのように利用できる甘い樹脂を分泌することが発見されたことに由来する。great sugar pineとしても知られる。
学名はデイビット・ダグラスによって命名されたもので、エィルマー・バーク・ランバートへの献名である。

## 利用
本種の心材部が傷つけられると、糖分が分泌され、それが傷の上面に結晶化して砂糖菓子のような塊が生成される。ジョン・ミューアは、それは「メープルシュガーより甘い」と評した。アメリカ先住民はそれらを貴重なものとして扱い、少量ずつ食べ、緩下剤としての働きを重視した 。

## 伝承
アチョマウイ族の創造神話で、創造主のAnnikadelは"最初の人々"の一人を、サトウマツの種子をそれが育つ場所に落とすことで創造している。